# Amt Marne-Nordsee
Het Amt Marne-Nordsee is een Amt in de Duitse deelstaat Sleeswijk-Holstein. Bestuurscentrum van het Amt in Dithmarschen is Marne. Het Amt werd gevorm in 2008 uit het voormalige Amt Kirchspielslandgemeinde Marne-Land, de tot dan amtvrije stad Marne en de tot dan amtvrije gemeente Friedrichskoog.

## Deelnemende gemeenten
1. Diekhusen-Fahrstedt
2. Friedrichskoog
3. Helse
4. Kaiser-Wilhelm-Koog
5. Kronprinzenkoog
6. Marne, Stadt
7. Marnerdeich
8. Neufeld
9. Neufelderkoog
10. Ramhusen
11. Schmedeswurth
12. Trennewurth
13. Volsemenhusen